# Gorat Pallombuan
Gorat Pallombuan is een bestuurslaag in het regentschap Samosir van de provincie Noord-Sumatra, Indonesië. Gorat Pallombuan telt 1308 inwoners (volkstelling 2010).